# Nicia Maldonado
Pour les articles homonymes, voir Maldonado.
Nicia Maldonado est une femme politique vénézuélienne de l'ethnie yecuana, née le 10 septembre 1969. Militante de la cause indigène, ancienne députée et coprésidente du Conseil national indien du Venezuela, elle est ministre des Peuples indigènes du Venezuela de 2007 à 2012.

## Biographie
Partisane convaincue de la politique du président Hugo Chávez, elle déclare, lors du 4e Congrès anti-impérialiste des peuples indigènes de la grand nation Abya-Yala, que « les peuples indigènes du Venezuela s'engagent à consolider le socialisme, l'anti-impérialisme et la patrie indo-américaine ».
Lors d'un massacre de 80 membres de l'ethnie yanomami, elle déclare, conjointement avec le ministre de l'Intérieur Tareck El Aissami, qu'il n'y a aucune preuve de ce massacre malgré le témoignage de l'ONG vénézuélienne de défense des indigènes Horonami Organizacion Yanomami qui accusent des mineurs clandestins brésiliens et le témoignage des organisations indigènes qui dénoncent une enquête bâclée.
Le 13 octobre 2012, elle est remplacée à la tête du ministère des Peuples indigènes par Aloha Núñez, originaire de l'ethnie wayuu[réf. souhaitée].
Elle est candidate PSUV pour le gouvernorat de l'État d'Amazonas du 16 décembre 2012, mais perd face au gouverneur-candidat Liborio Guarulla réélu.